# Taivalalainen
Taivalalainen är en sjö i kommunen Suomussalmi i landskapet Kajanaland i Finland. Sjön ligger 186,4 meter över havet. Den är 12 meter djup. Arean är 46 hektar och strandlinjen är 4,27 kilometer lång. Sjön  ingår i Uleälvens huvudavrinningsområde.   Den ligger omkring 91 kilometer nordöst om Kajana och omkring 560 kilometer norr om Helsingfors. 
Norr om Taivalalainen ligger orten Suomussalmi. 